# Габер при Семичу
Габер при Семичу (словен. Gaber pri Semiču) је некадашње насељено место у општини Семич, регија Југоисточна Словенија, Словенија.

## Историја
До територијалне реорганизације у Словенији био је у саставу старе општине Чрномељ. Године 2001. насеље је укинуто и припојено насељу Семич.

## Становништво
| Број становника према пописима |
| ------------------------------ |
| 1991                           |
| 74                             |

Напомена: До 1953. исказивано под именом Габер. Године 1955. повећано за село Врх, које је укинуто. Године 2001. припојен насељу Семич.